# Острые респираторные заболевания
Острые респираторные заболевания (ОРЗ) — группа разнородных по локализации и этиологии воспалительных заболеваний дыхательных путей, включающая в себя острые респираторные инфекции и острые заболевания неинфекционной этиологии. По локализации делятся на заболевания верхних и нижних дыхательных путей. К острым респираторным заболеваниям относятся заболевания, сопровождающиеся катарально-респираторным синдромом. Острые респираторные заболевания являются серьёзной проблемой здравоохранения из-за широкой распространённости среди детей и взрослых.
В большинстве случаев причиной заболеваний являются респираторные вирусы, в случае которых заболевания называются острыми респираторными вирусными инфекциями. Существенное значение в числе причин имеют бактерии, а иногда заболевания могут вызываться также простейшими и грибами. Неинфекционные причины включают в себя аллергию и воздействие веществ, раздражающих слизистые оболочки, например, при загрязнении атмосферы. Частным случаем острых респираторных заболеваний является гриппоподобное состояние, которое может возникать в качестве побочной реакции на определённые лекарственные терапии.

## Катарально-респираторный синдром
Катарально-респираторный синдром (КРС) развивается в результате поражения слизистых оболочек дыхательных путей, однако может также сопровождаться поражением слизистых оболочек глаза, что может выражаться в виде конъюнктивита, склерита или кератита. Характеризуется насморком, кашлем, болью в горле, першением в горле, болью за грудиной, иногда одышкой. Клинически может проявляться в виде острого ринита, острого фарингита, острого тонзиллита (ангины), острого аденоидита, острого ларингита, острого эпиглоттита, острого трахеита, острого бронхита, острой пневмонии и острого респираторного дистресс-синдрома.
При остром рините воспаляется слизистая оболочка носовой полости, что сопровождается чиханием, насморком и затруднением носового дыхания. Острый тонзиллит выражается в воспалении нёбных миндалин и характеризуется болью в горле при глотании. При остром аденоидите воспаляются глоточные миндалины, в результате чего затрудняется носовое дыхание, и из носа идут обильные гнойные выделения, стекающие по стенке глотки. Острый ларингит выражается в воспалении слизистой оболочки гортани, что может сопровождаться непродуктивным лающим кашлем, осиплостью голоса и инспираторной одышкой. Если же воспаляется надгортанник, то заболевание называется острым эпиглоттитом и характеризуется болью в горле и нарушением дыхания.
Воспаление слизистой оболочки трахеи приводит к острому трахеиту, для которого характерны неприятные ощущения за грудиной и упорный кашель. Острый бронхит возникает из-за воспаления бронхов, в ходе которого сначала возникает непродуктивный кашель. а затем он сменяется выделением слизистой или гнойной мокроты. При остром бронхиолите воспаляются бронхиолы, в результате чего возникает свистящее учащённое дыхание с затруднённым вдохом, а также наблюдаются тахикардия и цианоз. При острой пневмонии возникает очаговое, лобарное или сегментарное воспаление лёгких, а в просвете альвеол наблюдается экссудат. Острая пневмония характеризуется лихорадкой, продуктивным кашлем, одышкой, болевыми ощущениями во время дыхания, цианозом и тахикардией.
При остром респираторном дистресс-синдроме в интерстициальной ткани лёгких и просветах альвеол образуется диффузный выпот богатой белком жидкости, а также утолщаются межальвеолярные перегородки, что в совокупности приводит к нарушению газообмена. Синдром характеризуется одышкой, цианозом и непродуктивным кашлем, сменяющимся выделением кровянистой мокроты.

## Факторы риска
Врачи-клиницисты считают, что частые и долго не проходящие ОРЗ встречаются у детей с наследственной, а также врожденной или приобретенной патологией. Врачи отмечают, что на частоту респираторных заболеваний влияют возраст ребенка, экология места, где он живет, осложнения за время перинатального периода, недоношенность и возраст матери (старше 35 лет).

## Потенциально опасные заболевания
Некоторые острые респираторные заболевания могут вызывать эпидемические вспышки с высокими показателями заболеваемости и смертности. Подобные эпидемиологические вспышки могут представлять собой потенциально имеющие международное значение чрезвычайные ситуации в области общественного здравоохранения. Примерами таких заболеваний являются тяжёлый острый респираторный синдром, птичий грипп и COVID-19. В подобных случаях важную роль играет раннее выявление случаев потенциально опасных заболеваний на основе клинико-эпидемиологических факторов, изоляция и лечение больных пациентов, а также передача информации в органы здравоохранения.
Подозрение на потенциально опасные заболевания может возникнуть при обнаружении у пациента тяжёлого острого респираторного заболевания невыясненной этиологии с лихорадкой (от 38 °C), которое может сопровождаться, например, кашлем и одышкой, а также при обнаружении других тяжёлых заболеваний с невыясненной этиологией, например, энцефалопатии или диареи. Среди эпидемиологических признаков может быть посещение в течение инкубационного периода стран, где были зафиксированы случаи потенциально опасного заболевания, возможный контакт с предполагаемыми возбудителями, и принадлежность к группе, где идёт распространение заболевания.
При обнаружении случаев острого респираторного заболевания с лихорадкой Всемирная организация здравоохранения рекомендует сотрудникам медицинских учреждений соблюдать гигиену рук, носить защитные медицинские маски, а при возможном попадании биологических жидкостей в глаза — надевать средства для защиты глаз (защитные очки или лицевые щитки). Если есть эпидемиологические признаки потенциально опасного заболевания, то рекомендуется носить средства индивидуальной защиты, помещать пациентов в индивидуальные палаты для инфекций, передающихся воздушно-капельным путём, или проводить когортную изоляцию больных, когда в случае отсутствия повторных заражений, пациенты могут содержаться и обслуживаться вместе (с группировкой по диагнозу), если этиология не выяснена.